# Alfred Tennyson
« Tennyson » redirige ici. Pour les autres significations, voir Tennyson (homonymie).
Œuvres principales
- The Lady of Shalott
- Les Mangeurs de Lotus
- Ulysse

Alfred Tennyson /ˈælfɹɪd ˈtɛnəsən/, 1er baron Tennyson, né le 6 août 1809 et mort le 6 octobre 1892, frère de Charles Tennyson Turner et Frederick Tennyson, est l'un des poètes britanniques les plus célèbres de l'époque victorienne.
Nombre de ses vers sont fondés sur des thèmes classiques ou mythologiques, comme In Memoriam, écrit en l'honneur de son meilleur ami Arthur Hallam, jeune poète, condisciple de Tennyson au Trinity College et fiancé à sa propre sœur, qui mourut tragiquement d'une hémorragie cérébrale à l'âge de 22 ans.
L'un des plus célèbres ouvrages de Tennyson est Les Idylles du Roi (1885), une série de poèmes narratifs fondés entièrement sur le roi Arthur et la légende arthurienne et influencés, dans ses thèmes, par les premiers récits de Sir Thomas Malory sur ce roi légendaire. L'œuvre fut dédiée au prince Albert, l'époux de la reine Victoria. Durant sa carrière, Lord Tennyson fit des tentatives d'écriture dramatique, mais ses pièces n'eurent pas de succès.

## Vie

### Jeunesse

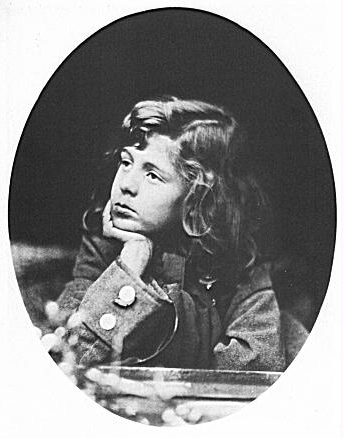
Hallam Tennyson enfant.
Photo de Rejlander, vers 1863.

Il naquit à Somersby, dans le Lincolnshire, fils d'un recteur. Son père se brouilla avec sa famille et fut déshérité ; il se mit à boire plus que de raison et devint instable. Tennyson et deux de ses frères plus âgés se mirent à écrire de la poésie ; et un recueil de poèmes collectif fut publié localement, alors qu'Alfred n'était âgé que de dix-sept ans. L'un de ses frères, Charles Tennyson Turner, épouserait plus tard Louisa Sellwood, jeune sœur de la future épouse d'Alfred ; l'autre était Frederick Tennyson. Étudiant à la grammar school (équivalent de notre lycée) de Louth, dans le Lincolnshire, puis au Trinity College de Cambridge (1828), où il entra dans une société secrète appelée les Cambridge Apostles et rencontra son ami Arthur Hallam, Alfred Tennyson publia son premier recueil de poèmes personnels, Poèmes surtout lyriques en 1830. Claribel et Mariana, qui prirent plus tard leur place parmi les poèmes les plus célèbres de Tennyson, étaient inclus dans ce volume. Bien que décriés par les critiques comme trop sentimentaux, ses vers devinrent bientôt populaires et attirèrent sur Tennyson l'attention des plus célèbres auteurs de l'époque, notamment Samuel Taylor Coleridge.
Au printemps 1831, le père de Tennyson mourut, forçant celui-ci à quitter Cambridge avant l'obtention de son diplôme. Il retourna au rectorat, où il fut autorisé à vivre six autres années, et prit la charge de sa mère et de ses nombreux enfants. Son ami Hallam vint s'installer chez lui pendant l'été et se fiança avec la sœur de Tennyson, Emilia.

### Poète

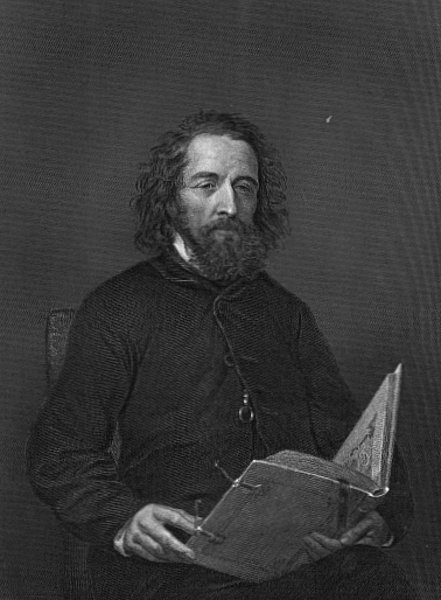
Alfred Tennyson.

En 1833, Tennyson publia son deuxième livre de poésie, qui contenait son poème le plus connu, La Lady de Shalott, l'histoire d'une princesse qui ne peut voir le monde, hormis à travers le reflet d'un miroir. Comme Sir Lancelot se dirige vers la tour où elle doit demeurer, elle lui apparaît, et la malédiction touche à son terme ; elle meurt après être montée sur un petit bateau et descend la rivière vers Camelot, son nom écrit sur la poupe du bateau. Le volume reçut un mauvais accueil de la critique, qui découragea tellement Tennyson qu'il ne publia plus pendant les dix années suivantes, bien qu'il continuât à écrire.
La même année, son ami Arthur Henry Hallam fut victime d'une hémorragie cérébrale pendant des vacances à Vienne et mourut. La nouvelle anéantit Alfred, mais lui inspira une myriade de poèmes, comptant les vers les plus purs du monde. Peu après cependant, la mort d'Hallam engendra pour Tennyson une décennie de silence poétique.
Autorisés à résider dans le rectorat pendant six ans, Tennyson et sa famille s'installèrent dans l'Essex. Un investissement imprudent dans une entreprise de découpe de bois ecclésiastique conduisit à la perte d'une part importante de son argent, ce qui doit être l'une des raisons pour lesquelles Tennyson se serait marié si tard.
En 1842, tandis qu'il vivait modestement à Londres, Tennyson publia deux volumes de Poèmes, le premier incluant des textes déjà publiés et le second étant composé entièrement de nouveaux poèmes. Ils connurent un succès immédiat. La Princesse, qui sortit en 1847, devint également très populaire.

### Poète lauréat

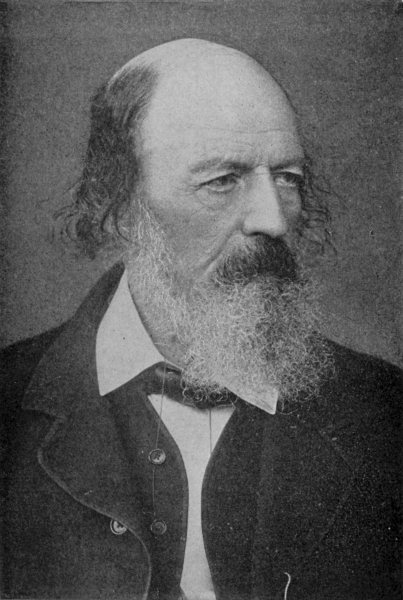
Alfred Tennyson.

En 1850, Tennyson atteignit le sommet de sa carrière, succédant à William Wordsworth comme poète lauréat. La même année, il écrivit son chef-d'œuvre, In Memoriam A.H.H., dédié à Arthur Hallam, et se maria avec Emily Sellwood (1813-1896), qu'il connaissait depuis l'enfance, dans le village de Shiplake. Ils eurent deux fils, Hallam — baptisé en souvenir de son ami — et Lionel.
Il occupa la charge de poète lauréat de 1850 jusqu'à sa mort, composant sur commande des vers médiocres, notamment un poème complimentant Alexandra de Danemark à l'occasion de sa venue en Grande-Bretagne et de son prochain mariage avec le futur roi Édouard VII. En 1854, Tennyson écrivit l'un de ses textes les plus connus, La Charge de la brigade légère, un poème dramatique rendant hommage aux cavaliers britanniques entraînés dans une charge insensée le 25 octobre 1854, durant la guerre de Crimée. Parmi les autres poèmes qu'il composa en tant que poète lauréat, on peut distinguer une Ode à la mort du duc de Wellington et une Ode chantée à l'ouverture de l'Exposition universelle.
Vers la fin de sa vie, Tennyson révéla que ses opinions religieuses défiaient également les conventions, se portant plutôt vers l'agnosticisme et le panthéisme.
La reine Victoria était une grande admiratrice de Tennyson, et le nomma en 1884 baron Tennyson de Aldworth dans le comté du Sussex et de Freshwater dans l'Île de Wight. Titulaire du poste de poète lauréat en 1850, il fut le premier poète anglais élevé à la Pairie. Homme passionné et d'une nature bizarre, il ne fut jamais réellement à l'aise dans sa position de pair ; il n'accepta la pairie, paraît-il, que pour assurer l'avenir de son fils Hallam.
Beatrice Godwin s'est trouvée démunie en 1886 devenue veuve de son mari Edward Godwin, architecte et designer, avec lequel elle collaborait étroitement. Tennyson fait partie d'un groupe avec James Abbott McNeill Whistler qui ont demandé avec succès qu'elle reçoive une pension de la liste civile.
Il existe des enregistrements de Lord Tennyson déclamant sa propre poésie, réalisés par Thomas Edison, mais ils sont d'une qualité assez médiocre.
Tennyson continua à écrire jusqu'à plus de 80 ans et mourut le 6 octobre 1892, âgé de 83 ans. Il fut enterré dans le coin des poètes à l'abbaye de Westminster. Son fils Hallam Tennyson, qui lui succéda comme second baron Tennyson, écrivit une biographie de son père en 1897, et fut le second gouverneur-général de l'Australie.
Jean-Paul Sartre dira de lui : « Cet écrivain anglais — dont je n'ai pas lu une seule ligne — avait vécu, selon des rapports dignes de foi, conformément à mes prêches : il avait écrit et il ne lui était jamais rien arrivé. Je disais au Castor avec rage : Je ne voudrais tout de même pas avoir la vie de Tennyson. »

### Inspiration
Son célèbre The Charge of the Light Brigade, à propos de la charge de la brigade légère, un épisode de la guerre de Crimée, a inspiré le groupe Iron Maiden quand il a composé la chanson The Trooper. La chanteuse Loreena McKennit a quant à elle repris le texte du poème The Lady of Shalott pour le morceau éponyme.

## Œuvres

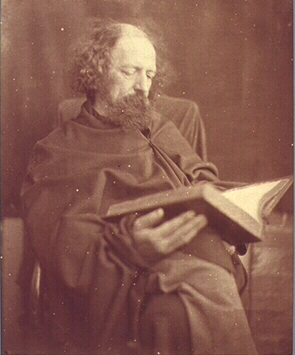
Alfred Tennyson par Julia Margaret Cameron en 1875.

Œuvres
- The Kraken (1830)
- The Owl (1842)
- Enoch Arden (1864)
- Harold (1876)
- The Charge of the Light Brigade
- The Lady of Shalott
- In Memoriam A.H.H.
- Ulysses
- Locksley Hall (en)
- Crossing the Bar
- Tithonus
- The Lotos-Eaters
- Idylls of the King
- Maud
- The Epic
- Mariana